# Ånga herrgård

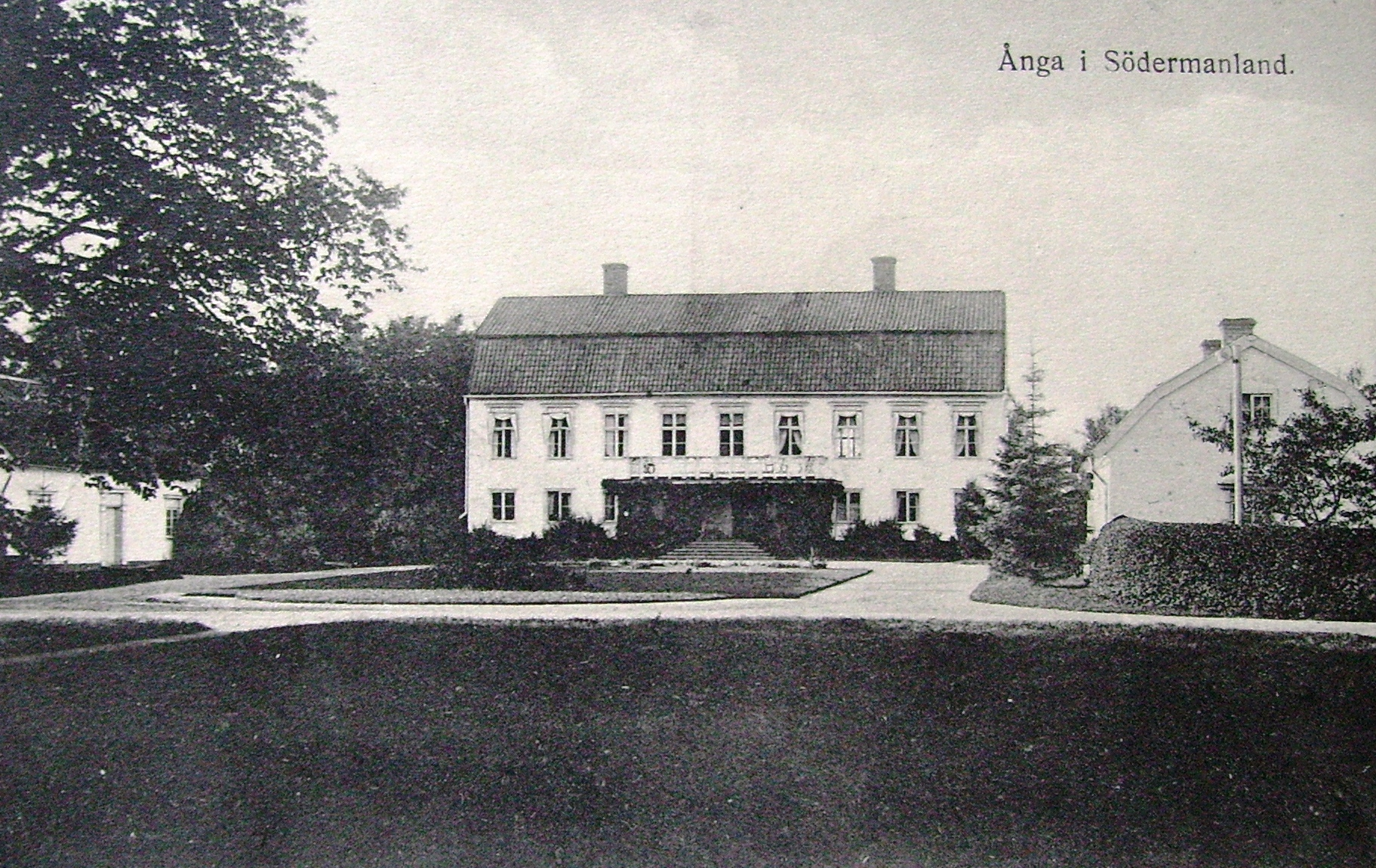
Ånga herrgård på vykort från 1900-talets början.

Ånga är en herrgård i Svärta socken, Nyköpings kommun, Södermanland. 
Ånga omtalas i dokument första gången 1412, då Ramborg Staffansdotter (Ulv) sålde Ånga kvarn till Vadstena kloster. Hennes son Matts Ödgislason (Lillie) bytte 1419 till sig Ånga från klostret. Erik Eriksson (Gyllenstierna) den äldre gjorde omkring 1475 en minnesanteckning om att han skulle ta upp frågan om Ångas ägoförhållanden med Sten Sture den äldre. Efter honom kom Ånga att tillhöra Gustav Vasa som arv och eget, till gården anges 1531 höra  holmen Rinkeholm (1551 sägs två holmar höra till gården, Risholmen och Edzön). 1561 redovisas att gården har 3 spannar utsäde, äng till 36 lass hö och mulbete, fiske till nödtorft, särskilda resurser utgör tillgång till ålfiske och en utäng vid kvarnen. I 1562 års frälselängd upptas Ånga som frälse tillhörigt Svante Sture. Gården fortsätter att redovisas som frälse till 1579, men anges 1581 åter som arv och eget. Hertig Karl förlänade 1599 Ånga till Herman von Ungern som säteri, men sedan förläningen dragits in 1610, anges den inte vidare som sätesgård. 1628 förlänas Ånga på livstiden till Nils Nilsson Tungel. Tungel löste 1629 även till sig grannhemmanet Fågelö, och skaffade även brev på fyra skattlagda torp under gården. 1630 fick han ytterligare två skattetorp underlagda Ånga. Efter sitt adlande skrev sig Nils Nilsson Tungel hit som sin sätesgård. Adolf Tungel behöll förläningen, själva ägandet drogs in 1683, men familjen fortsatte att arrendera godset som berustat säteri, från 1690 innehaft av Johan Tungel och hans arvingar. Gården skattköptes 1803 och innehades senare av familjerna Porten, Vult von Steijern och 1830 ärvdes det av Trolle-Löwen på Sjösa. 1899 köptes Ånga av Sven Palme.
Huvudbyggnaden är från början av 1800-talet, flyglarna är ombyggda 1900. Ånga har tillhört medlemmar av ätterna Tungel och Vult von Steijern. Under 1800-talet hörde Ånga under Sjösa. 
Numera ägs Ånga av släkten Palme.